# クナイスル

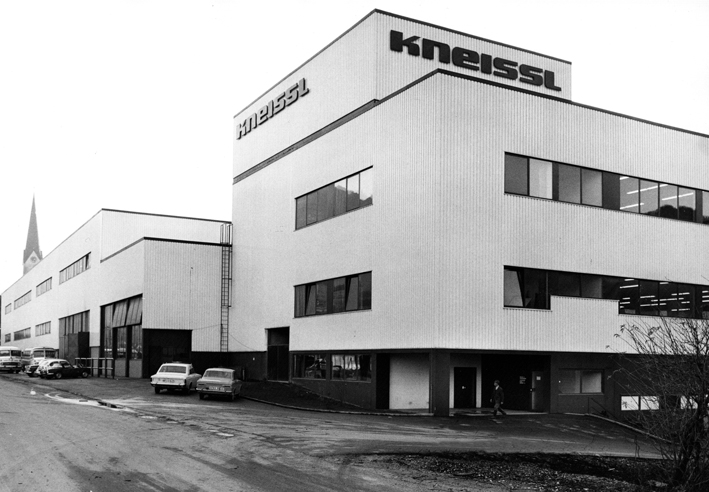
クーフシュタイン工場（1969年）

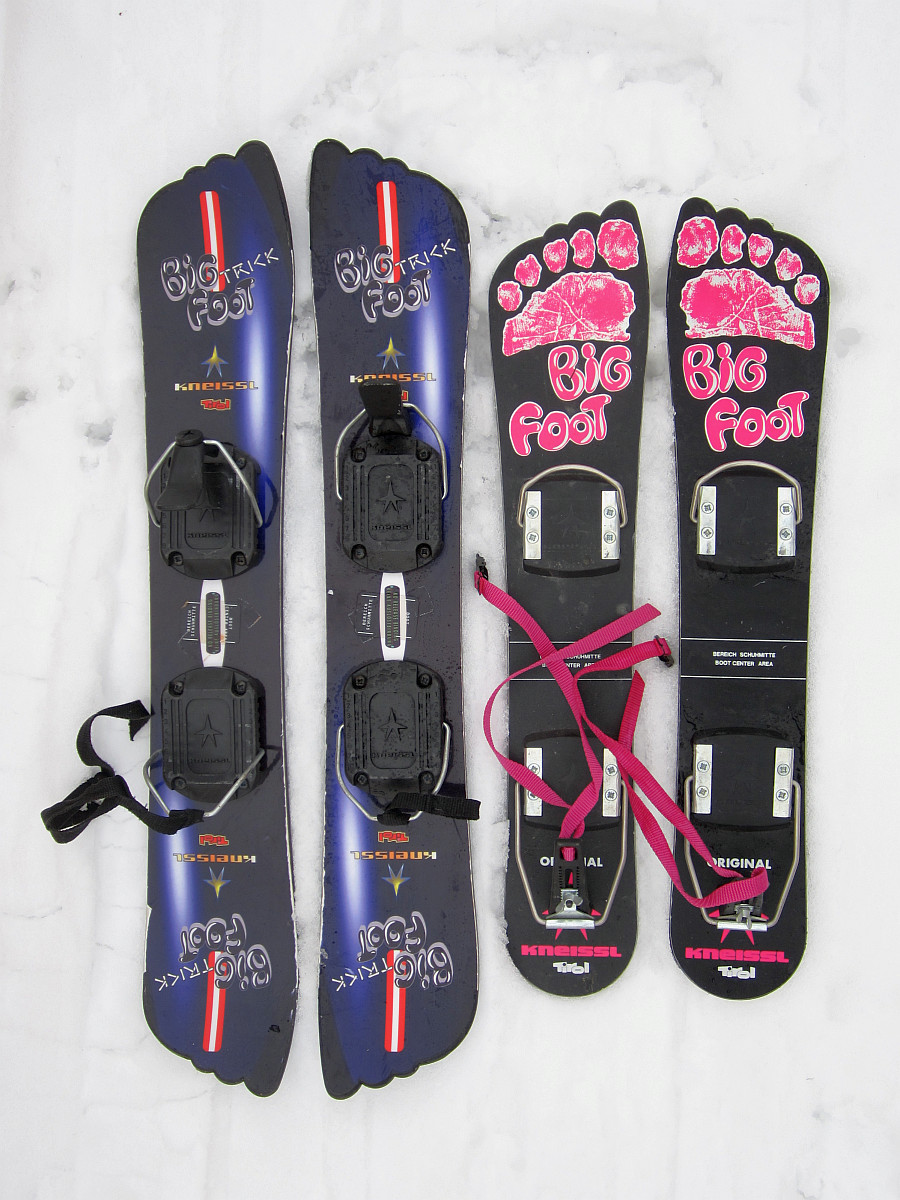
Bigfoot

クナイスル (Kneissl) は、オーストリア・チロル州のクーフシュタインに本拠を置く、スポーツ用品を製造する企業。
スキー板・スノーボードやスキー関連のアクセサリーをはじめとして、テニスラケットや自転車なども手掛けている。日本国内代理店は株式会社奥村スポーツプロモーション。

## 歴史
1861年に車輪製造メーカーとして創業。1919年よりスキー板の製造を開始。1970年代からはテニス用品の製造も開始した。
1980年に倒産し、西ドイツのクロスカントリースキーメーカー・トラック (Trak) 社に買収されたが、さらに1983年、アメリカ合衆国のトライスター (Tristar) 社に買収された。
1990年、スキーボード「Bigfoot」を発売。1992年にはスキーブーツや登山靴などのメーカーであるダハシュタインと合併し、1993年 - 1994年には6億2700万シリングの収益を上げていたが、2003年に再び債務超過に陥った。
2008年にサウジアラビアの富豪ムハンマド・ビン・イッサ・アル・ジャービルがクナイスルの支配権を獲得。世界各地に「クナイスル・スター・ラウンジ」と呼ばれる新形態の店舗をオープンするなど新機軸を打ち出したが、一方で新工場の建設が中止になったり、ホテル設立の計画が何度も延期されるなど投資が遅れ、2011年2月に再び倒産。